# Venlose Voetbal Vereniging Venlo
Il Venlose Voetbal Vereniging Venlo, meglio noto come VVV-Venlo, è una società calcistica olandese di Venlo, che milita in Eerste Divisie, la seconda divisione del calcio olandese.

## Storia
Il club fu fondato il 7 febbraio 1903. Il VVV è stato un club amatori per lungo tempo fino a quando non fu introdotto nel 1954 il calcio professionistico anche nei Paesi Bassi; in quell'occasione il VVV si fuse con un'altra società, l'SC Venlo, e si diede origine allo Sportclub VVV'03. Nel 1959 il club vinse la coppa nazionale battendo in finale l'ADO Den Haag per 4 a 1. Nel 1961 il VVV terminò la massima divisione con un terzo posto finale, ma l'anno successivo la squadra retrocesse in Eerste Divisie, la seconda divisione olandese. Nel 1966 la compagine retrocesse in Tweede Divisie, la terza divisione, ma dopo solo un anno si guadagnò il passaggio in seconda serie. Nel 1968 il VVV retrocesse ancora, ma nel 1971 fu nuovamente promosso. Tra il 1976 e il 1994 la squadra militò anche in Eredivisie ma ogni anno veniva prontamente retrocessa.
Dal 1994 al 2007 ha militato ininterrottamente in Eerste Divisie, fino alla promozione ottenuta al termine della stagione 2006-07, grazie alla vittoria ai play-off contro l'RKC Waalwijk. Nella stagione 2007-2008 la squadra ebbe un avvio positivo, nonostante i pronostici sfavorevoli. Grazie a tanta applicazione e alle capacità del giovanissimo talento Nordin Amrabat galleggiò al di sopra della zona retrocessione, ma retrocesse il 7 maggio, a seguito di una doppia sfida contro l'ADO Den Haag, sconfitto per 1-0 all'andata ma vincente per 2-0 al ritorno.
Dopo un solo anno in Eerste Divisie, il Venlo è tornato in Eredivisie per poi retrocedere di nuovo l’anno successivo. Arriva secondo con 75 punti nell’Eerste Divisie 2015-2016, ma non riesce a trionfare negli spareggi per la promozione. Vince, invece, nella stagione seguente e viene promosso in Eredivisie, dove ottiene 34 punti, che gli permettono di concludere la stagione al 15º posto. Il 24 ottobre 2020, nella sesta giornata di Eredivisie, perde clamorosamente in casa per 13-0 contro l'Ajax, subendo di conseguenza la sconfitta più pesante della storia del massimo campionato olandese. Conclude la medesima stagione con la retrocessione in Eerste Divisie. 

## Allenatori
- Ferdi Silz (1954–1956)
- Wilhelm Kment (1956–1960)
- Ferdi Silz (1961–1963)
- Josef Gesell (1964–1965, 1970–72)
- Rob Baan (1972–1978)
- Hans Croon (1978–1979)
- Sef Vergoossen (1979)
- Jan Morsing (1979–1981)
- Sef Vergoossen (1981–1986)
- Jan Reker (1986–1988)
- Sef Vergoossen (1989)
- Frans Körver (1992–1994)
- Jan Versleijen (1995–1996)
- Henk van Stee (1996–1998)
- Hennie Spijkerman (1998–2000)
- Jan Versleijen (2000–2001)
- Wim Dusseldorp (2002–2004)
- Adrie Koster (2004–2005)
- Herbert Neumann (2005–2006)
- André Wetzel (2006–2008)
- Jan van Dijk (2008–2010)
- Willy Boessen (a.i.) (2010–2011)
- Glen De Boeck (2011)
- Willy Boessen (a.i.) (2011)
- Ton Lokhoff (2011–2013)
- René Trost (2013–2014)
- Maurice Steijn (2014-2019)
- Robert Maaskant (2019)
- Jay Driessen (a.i.) (2019)
- Hans de Koning (2019-2021)
- Jos Luhukay (2021-2022)
- Rick Kruys (2022-2024)
- John Lammers (2024-presente)

## Palmarès

### Competizioni nazionali
- Coppa dei Paesi Bassi: 1

1958-1959
- Eerste Divisie: 3

1992-1993, 2008-2009, 2016-2017

### Altri piazzamenti
- Campionato olandese:

Terzo posto: 1960-1961
- Coppa dei Paesi Bassi:

Semifinalista: 1987-1988, 2020-2021
- Eerste Divisie:

Secondo posto: 1975-1976, 1984-1985, 2005-2006, 2006-2007, 2015-2016
Terzo posto: 1990-1991, 2004-2005

## Calciatori

### Vincitori di titoli
Calciatori campioni d'Asia
- Maya Yoshida (Qatar 2011)

## Organico

### Rosa 2024-2025
Aggiornata al 13 febbraio 2025.
| N. |                        | Ruolo | Calciatore       |
| -- | ---------------------- | ----- | ---------------- |
| 2  | Paesi Bassi (bandiera) | D     | Robin Lathouwers |
| 3  | Paesi Bassi (bandiera) | D     | Roel Janssen     |
| 4  | Paesi Bassi (bandiera) | D     | Rick Ketting     |
| 5  | Paesi Bassi (bandiera) | C     | Simon Janssen    |
| 6  | Paesi Bassi (bandiera) | D     | Joep Kluskens    |
| 7  | Germania (bandiera)    | C     | Lasse Wehmeyer   |
| 8  | Belgio (bandiera)      | C     | Elias Sierra     |
| 9  | Paesi Bassi (bandiera) | A     | Dean Zandbergen  |
| 10 | Paesi Bassi (bandiera) | C     | Brahim Darri     |
| 11 | Paesi Bassi (bandiera) | C     | Thijme Verheijen |
| 12 | Paesi Bassi (bandiera) | C     | Sylian Mokono    |
| 17 | Paesi Bassi (bandiera) | C     | Martijn Berden   |

| N. |                        | Ruolo | Calciatore        |
| -- | ---------------------- | ----- | ----------------- |
| 19 | Germania (bandiera)    | C     | Emmanuel Gyamfi   |
| 20 | Curaçao (bandiera)     | D     | Dylan Timber      |
| 21 | Paesi Bassi (bandiera) | C     | Max de Waal       |
| 22 | Germania (bandiera)    | P     | Tim Schrick       |
| 23 | Paesi Bassi (bandiera) | P     | Delano van Crooij |
| 24 | Paesi Bassi (bandiera) | C     | Mohammed Odriss   |
| 25 | Germania (bandiera)    | P     | Zidane Taylan     |
| 26 | Paesi Bassi (bandiera) | C     | Naïm Matoug       |
| 29 | Paesi Bassi (bandiera) | C     | Tim Braem         |
| 33 | Francia (bandiera)     | D     | Gabin Blancquart  |
| 35 | Paesi Bassi (bandiera) | D     | Yousri el Anbri   |
| 37 | Paesi Bassi (bandiera) | D     | Diego van Zutphen |

### Rosa 2023-2024
Aggiornata al 2 ottobre 2023.
| N. |                        | Ruolo | Calciatore       |
| -- | ---------------------- | ----- | ---------------- |
| 1  | Paesi Bassi (bandiera) | P     | Jan de Boer      |
| 2  | Paesi Bassi (bandiera) | D     | Robin Lathouwers |
| 3  | Paesi Bassi (bandiera) | D     | Roel Janssen     |
| 4  | Paesi Bassi (bandiera) | D     | Rick Ketting     |
| 5  | Paesi Bassi (bandiera) | C     | Simon Janssen    |
| 7  | Paesi Bassi (bandiera) | C     | Soulyman Allouch |
| 8  | Belgio (bandiera)      | C     | Elias Sierra     |
| 9  | Grecia (bandiera)      | A     | Michalīs Kosidīs |
| 11 | Paesi Bassi (bandiera) | C     | Thijme Verheijen |
| 12 | Paesi Bassi (bandiera) | D     | Joep Kluskens    |
| 13 | Rep. Ceca (bandiera)   | C     | Richard Sedláček |

| N. |                        | Ruolo | Calciatore      |
| -- | ---------------------- | ----- | --------------- |
| 14 | Paesi Bassi (bandiera) | C     | Levi Smans      |
| 15 | Paesi Bassi (bandiera) | D     | Stan Henderikx  |
| 16 | Paesi Bassi (bandiera) | C     | Robert Klaasen  |
| 17 | Paesi Bassi (bandiera) | C     | Martijn Berden  |
| 18 | Paesi Bassi (bandiera) | A     | Pepijn Doesburg |
| 19 | Paesi Bassi (bandiera) | D     | Sem Dirks       |
| 20 | Curaçao (bandiera)     | D     | Dylan Timber    |
| 21 | Paesi Bassi (bandiera) | D     | Moreno Rutten   |
| 22 | Germania (bandiera)    | P     | Tim Schrick     |
| 30 | Paesi Bassi (bandiera) | P     | Jens Craenmehr  |
| 44 | Danimarca (bandiera)   | C     | Magnus Kaastrup |

### Rosa 2022-2023
Aggiornata al 29 aprile 2023.
| N. |                        | Ruolo | Calciatore           |
| -- | ---------------------- | ----- | -------------------- |
| 1  | Paesi Bassi (bandiera) | P     | Ennio van der Gouw   |
| 2  | Germania (bandiera)    | D     | Brian Koglin         |
| 3  | Paesi Bassi (bandiera) | D     | Sem Dirks            |
| 4  | Paesi Bassi (bandiera) | D     | Rick Ketting         |
| 5  | Paesi Bassi (bandiera) | C     | Simon Janssen        |
| 6  | Paesi Bassi (bandiera) | C     | Mitchell van Rooijen |
| 7  | Svezia (bandiera)      | C     | Carl Johansson       |
| 8  | Paesi Bassi (bandiera) | C     | Kees de Boer         |
| 9  | Paesi Bassi (bandiera) | A     | Sven Braken          |
| 10 | Paesi Bassi (bandiera) | A     | Nick Venema          |
| 11 | Paesi Bassi (bandiera) | C     | Thijme Verheijen     |
| 12 | Paesi Bassi (bandiera) | D     | Joep Kluskens        |
| 13 | Rep. Ceca (bandiera)   | C     | Richard Sedláček     |
| 14 | Paesi Bassi (bandiera) | C     | Levi Smans           |

| N. |                        | Ruolo | Calciatore            |
| -- | ---------------------- | ----- | --------------------- |
| 16 | Paesi Bassi (bandiera) | C     | Robert Klaasen        |
| 17 | Paesi Bassi (bandiera) | D     | Tristan Dekker        |
| 18 | Paesi Bassi (bandiera) | D     | Robin Lathouwers      |
| 19 | Suriname (bandiera)    | A     | Yahcuroo Roemer       |
| 20 | Paesi Bassi (bandiera) | D     | Jens Jacobs           |
| 21 | Suriname (bandiera)    | A     | Kristófer Kristinsson |
| 23 | Paesi Bassi (bandiera) | C     | Daan Huisman          |
| 24 | Paesi Bassi (bandiera) | C     | Luuk Vosselman        |
| 25 | Paesi Bassi (bandiera) | D     | Stan Henderikx        |
| 27 | Paesi Bassi (bandiera) | C     | Martijn Berden        |
| 29 | Paesi Bassi (bandiera) | C     | Lars Nabbe            |
| 30 | Paesi Bassi (bandiera) | P     | Jens Craenmehr        |
| 34 | Paesi Bassi (bandiera) | C     | Soulyman Allouch      |
| 38 | Rep. Ceca (bandiera)   | P     | Lukáš Zima            |

### Rosa 2021-2022
Aggiornata al 6 maggio 2022.
| N. |                        | Ruolo | Calciatore        |
| -- | ---------------------- | ----- | ----------------- |
| 1  | Rep. Ceca (bandiera)   | P     | Lukáš Zima        |
| 2  | Germania (bandiera)    | D     | Tobias Pachonik   |
| 3  | Paesi Bassi (bandiera) | D     | Sem Dirks         |
| 4  | Paesi Bassi (bandiera) | D     | Tristan Dekker    |
| 5  | Germania (bandiera)    | D     | Brian Koglin      |
| 7  | Paesi Bassi (bandiera) | A     | Nick Venema       |
| 8  | Paesi Bassi (bandiera) | C     | Kees de Boer      |
| 9  | Paesi Bassi (bandiera) | A     | Sven Braken       |
| 10 | Svezia (bandiera)      | C     | Carl Johansson    |
| 11 | Paesi Bassi (bandiera) | C     | Joeri Schroijen   |
| 12 | Paesi Bassi (bandiera) | D     | Stan van Dijck    |
| 14 | Marocco (bandiera)     | C     | Wassim Essanoussi |
| 15 | Paesi Bassi (bandiera) | C     | Simon Janssen     |
| 16 | Paesi Bassi (bandiera) | P     | Delano van Crooij |

| N. |                        | Ruolo | Calciatore           |
| -- | ---------------------- | ----- | -------------------- |
| 17 | Rep. Ceca (bandiera)   | C     | Richard Sedláček     |
| 18 | Paesi Bassi (bandiera) | C     | Rayan El Azrak       |
| 19 | Paesi Bassi (bandiera) | A     | Yahcuroo Roemer      |
| 20 | Paesi Bassi (bandiera) | C     | Mitchell van Rooijen |
| 22 | Paesi Bassi (bandiera) | P     | Bram Verbong         |
| 23 | Albania (bandiera)     | A     | Ertan Hajdaraj       |
| 24 | Paesi Bassi (bandiera) | C     | Joep Munsters        |
| 25 | Paesi Bassi (bandiera) | D     | Stan Henderikx       |
| 26 | Paesi Bassi (bandiera) | C     | Levi Smans           |
| 27 | Paesi Bassi (bandiera) | C     | Niek Munsters        |
| 29 | Paesi Bassi (bandiera) | C     | Lars Nabbe           |
| 30 | Paesi Bassi (bandiera) | P     | Jens Craenmehr       |
| 31 | Paesi Bassi (bandiera) | C     | Thijme Verheijen     |

### Rosa 2020-2021
Aggiornata al 2 febbraio 2021.
| N. |                        | Ruolo | Calciatore          |
| -- | ---------------------- | ----- | ------------------- |
| 1  | Germania (bandiera)    | P     | Thorsten Kirschbaum |
| 2  | Paesi Bassi (bandiera) | D     | Tobias Pachonik     |
| 3  | Paesi Bassi (bandiera) | D     | Arjan Swinkels      |
| 4  | Svizzera (bandiera)    | D     | Roy Gelmi           |
| 5  | Germania (bandiera)    | D     | Steffen Schäfer     |
| 6  | Paesi Bassi (bandiera) | C     | Danny Post          |
| 7  | Paesi Bassi (bandiera) | A     | Guus Hupperts       |
| 8  | Francia (bandiera)     | C     | Zinédine Machach    |
| 10 | Paesi Bassi (bandiera) | C     | Vito van Crooij     |
| 11 | Grecia (bandiera)      | A     | Giōrgos Giakoumakīs |
| 12 | Aruba (bandiera)       | A     | Joshua John         |
| 14 | Paesi Bassi (bandiera) | D     | Christian Kum       |
| 15 | Paesi Bassi (bandiera) | C     | Simon Janssen       |
| 16 | Paesi Bassi (bandiera) | P     | Delano van Crooij   |
| 17 | Paesi Bassi (bandiera) | D     | Tristan Dekker      |

| N. |                        | Ruolo | Calciatore          |
| -- | ---------------------- | ----- | ------------------- |
| 18 | Grecia (bandiera)      | C     | Chrīstos Dōnīs      |
| 19 | Paesi Bassi (bandiera) | A     | Yahcuroo Roemer     |
| 21 | Paesi Bassi (bandiera) | D     | Evert Linthorst     |
| 21 | Grecia (bandiera)      | A     | Anastasios Dōnīs    |
| 22 | Paesi Bassi (bandiera) | P     | Bram Verbong        |
| 23 | Belgio (bandiera)      | C     | Nezar S'rifi        |
| 24 | Paesi Bassi (bandiera) | C     | Wassim Essanoussi   |
| 25 | Curaçao (bandiera)     | A     | Jafar Arias         |
| 26 | Germania (bandiera)    | D     | Lukas Schmitz       |
| 27 | Paesi Bassi (bandiera) | A     | Torino Hunte        |
| 29 | Paesi Bassi (bandiera) | C     | Lars Nabbe          |
| 30 | Paesi Bassi (bandiera) | P     | Jens Craenmehr      |
| 37 | Germania (bandiera)    | C     | Meritan Shabani     |
| 38 | Germania (bandiera)    | D     | Leon Guwara         |
| 44 | Svezia (bandiera)      | D     | Kristopher Da Graca |

### Rosa 2018-2019
Aggiornata al 29 gennaio 2019.
| N. |                        | Ruolo | Calciatore        |
| -- | ---------------------- | ----- | ----------------- |
| 1  | Germania (bandiera)    | P     | Lars Unnerstall   |
| 2  | Paesi Bassi (bandiera) | D     | Moreno Rutten     |
| 3  | Paesi Bassi (bandiera) | D     | Jerold Promes     |
| 4  | Paesi Bassi (bandiera) | D     | Roel Janssen      |
| 6  | Paesi Bassi (bandiera) | C     | Danny Post        |
| 7  | Norvegia (bandiera)    | C     | Martin Samuelsen  |
| 8  | Paesi Bassi (bandiera) | C     | Peter van Ooijen  |
| 9  | Paesi Bassi (bandiera) | A     | Ralf Seuntjens    |
| 10 | Paesi Bassi (bandiera) | C     | Johnatan Opoku    |
| 11 | Paesi Bassi (bandiera) | A     | Jay-Roy Grot      |
| 13 | Germania (bandiera)    | D     | Nils Röseler      |
| 14 | Paesi Bassi (bandiera) | D     | Christian Kum     |
| 16 | Paesi Bassi (bandiera) | P     | Delano van Crooij |

| N. |                                 | Ruolo | Calciatore         |
| -- | ------------------------------- | ----- | ------------------ |
| 17 | Paesi Bassi (bandiera)          | D     | Tristan Dekker     |
| 19 | Paesi Bassi (bandiera)          | C     | Patrick Joosten    |
| 20 | Paesi Bassi (bandiera)          | D     | Damian van Bruggen |
| 21 | Germania (bandiera)             | D     | Axel Borgmann      |
| 22 | Paesi Bassi (bandiera)          | P     | Bram Verbong       |
| 25 | Turchia (bandiera)              | D     | Evren Korkmaz      |
| 26 | Togo (bandiera)                 | A     | Peniel Mlapa       |
| 29 | Paesi Bassi (bandiera)          | C     | Evert Linthorst    |
| 30 | Paesi Bassi (bandiera)          | D     | Stan van Dijck     |
| 31 | Bosnia ed Erzegovina (bandiera) | C     | Tino-Sven Sušić    |
| 34 | Paesi Bassi (bandiera)          | C     | Simon Janssen      |
| 35 | Paesi Bassi (bandiera)          | C     | Sem Steijn         |
| 38 | Paesi Bassi (bandiera)          | C     | Yahcuroo Roemer    |

### Rosa 2017-2018
Aggiornata al 24 gennaio 2018.
| N. |                        | Ruolo | Calciatore       |
| -- | ---------------------- | ----- | ---------------- |
| 1  | Germania (bandiera)    | P     | Lars Unnerstall  |
| 2  | Paesi Bassi (bandiera) | D     | Moreno Rutten    |
| 3  | Paesi Bassi (bandiera) | D     | Jerold Promes    |
| 4  | Paesi Bassi (bandiera) | D     | Roel Janssen     |
| 5  | Belgio (bandiera)      | D     | Leroy Labylle    |
| 6  | Paesi Bassi (bandiera) | C     | Danny Post       |
| 7  | Paesi Bassi (bandiera) | A     | Vito van Crooij  |
| 8  | Paesi Bassi (bandiera) | C     | Clint Leemans    |
| 9  | Paesi Bassi (bandiera) | A     | Ralf Seuntjens   |
| 10 | Paesi Bassi (bandiera) | C     | Jonathan Opoku   |
| 11 | Germania (bandiera)    | A     | Lennart Thy      |
| 12 | Paesi Bassi (bandiera) | D     | Jens Janse       |
| 13 | Germania (bandiera)    | D     | Nils Röseler     |
| 14 | Marocco (bandiera)     | A     | Tarik Tissoudali |

| N. |                        | Ruolo | Calciatore         |
| -- | ---------------------- | ----- | ------------------ |
| 15 | Paesi Bassi (bandiera) | A     | Romeo Castelen     |
| 16 | Paesi Bassi (bandiera) | P     | Delano van Crooij  |
| 17 | Paesi Bassi (bandiera) | D     | Tristan Dekker     |
| 19 | Paesi Bassi (bandiera) | A     | Torino Hunte       |
| 20 | Paesi Bassi (bandiera) | D     | Damian van Bruggen |
| 22 | Paesi Bassi (bandiera) | A     | Mink Peeters       |
| 23 | Paesi Bassi (bandiera) | A     | Juul Respen        |
| 24 | Paesi Bassi (bandiera) | A     | Lugman Bezzat      |
| 26 | Danimarca (bandiera)   | A     | Emil Riis Jakobsen |
| 27 | Paesi Bassi (bandiera) | A     | Jeffrey Rijkers    |
| 29 | Paesi Bassi (bandiera) | C     | Roy Gielen         |
| 30 | Paesi Bassi (bandiera) | P     | Sem Custers        |
| 31 | Paesi Bassi (bandiera) | P     | Bram Verbong       |
|    | Germania (bandiera)    | A     | Etienne Amenyido   |

### Rosa delle stagioni precedenti
- 2007-2008